# Isla de Providencia
Isla de Providencia är en ö i Colombia.   Den ligger i arkipelagen San Andrés och Providencia, 200 km öster om Nicaraguas kust och 750 km väster om Cartagena i Colombia. Providencia har varit sjörövarnäste, engelsk koloni, spansk koloni, bas för Colombias självständighetskamp och utsatt för krav från Nicaragua. En stor del av arkipelagen är naturreservat.

## Geografi
Terrängen på Isla de Providencia är lite kuperad. Öns högsta punkt är 345 meter över havet. Den sträcker sig 7,4 kilometer i nord-sydlig riktning, och 5,2 kilometer i öst-västlig riktning.

### San Andrés och Providencia Arkipelag
Ögruppen har tre bebodda öar, San Andrés (cirka 13 km lång och 3,5 km bred) där departementets huvudort ligger, Providencia (17 km²) och den betydligt mindre Santa Catalina. Vidare finns det åtta obebodda atoller.

### Naturreservat
Unesco utsåg år 2000 ett marint reservat i ett stort havsområde omkring arkipelagen San Andrés och Providencia. Seaflower Biosphere Reserve ligger mellan Costa Rica och Jamaica och omfattar 6 % Karibiska havet.
På nordostkusten mellan öarna Providencia och Santa Catalina ligger McBean Lagoon. Denna nationalpark instiftades 1995 och består av korallrev, mangroveskogar, laguner och små holmar.

## Historia

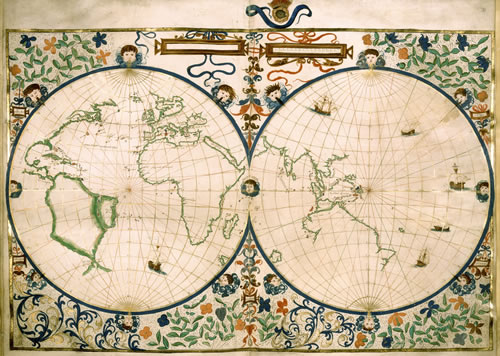
Jean Rotz atlas, 1542.

På grund av det stora avståndet till fastlandet och svåra havsströmmar var öarna obebodda innan europeiska sjöfarare började anlända. Arkipelagen upptäcktes vid Columbus första resa 1492 och bedömdes vara en del av provinsen Veraguas på Panamanäset. Öarna utmärktes första gången på Jean Rotz Atlas från 1542.

### Sjörövare
På 1500-talet blev Providencia bas för engelska, franska och holländska sjörövare, med kaparbrev från sina respektive regeringar. Uppdraget var att kapa spanska fartyg och attackera de spanska guldtransporterna.
År 1619 kapade den engelske piraten Daniel Elfrith ett portugisiskt slavskepp på resa till Veracruz i Mexiko med 340 angolanska slavar. Elfrith, som hade ett kaparbrev från den engelske kungen, tillfångatog 200 slavar och seglade till amerikanska ostkusten för att sälja slavarna i kolonin Virginia. Men kaparbrevet gällde inte längre, eftersom England och Spanien hade slutit fred med varandra. Elfrith seglade då till sin hemmahamn på Bermuda. Slavarna hamnade på en plantage som ägdes av Robert Rich, 2nd Earl of Warwick.

### Handelskompaniet Providence Island
1628 skickade greve Robert Rich tre fartyg till Västindien för att utforska den västligaste delen. De siktade öarna utanför Mosquitokusten, i det som nu är Nicaragua. Ett fartyg och 30 man stannade kvar på den näst största ön. Elfrith återvände till Bermuda och rapporterade om de nyupptäckta öarna till guvernören Philip Bell. Sedan seglade han vidare till England och rapporterade till Robert Rich.
År 1629 grundades Handelskompaniet Providence Island av Robert Rich och 20 andra puritaner. Philip Bell på Bermuda utsågs till guvernör på en av de stora öarna som döptes till Providence. Två år senare anlände det första fartyget med kolonisatörer från Skottland och England.

### Livet i kolonin
När de första engelsmännen anlände till öarna fann de en grupp engelska och holländska sjörövare med kaparbrev från holländske kungen. Kaparna använde Providence Island som bas.
Puritanerna som startade handelsbolaget hade två målsättningar, dels att bilda ett gudfruktigt samhälle som skulle försörja sig med odling av tobak och bomull, dels att attackera spansk sjöfart i Karibiska havet. Bolagets regler förbjöd hädelser, kortspel, horeri och fylleri. Odling av bomull och tobak krävde slavar, men klimatet var inte gynnsamt för dessa grödor. 
Spanjorerna hörde inte talas om detta bolag förrän 1635. Då skickade guvernören i Cartagena de Indias en expedition till Providence Island med order att förstöra den engelska kolonin. Men de gav upp när de möttes av bombardemang från höjderna. Efter denna händelse begärde guvernör Philip Bell att handelsbolaget skulle bekosta försvar av öarna. Men bolaget vägrade och hänvisade till den engelske kungen. Karl I av England utfärdade kaparbrev till flera bosättare på Providence Island och dessa fick behålla 20 % av förtjänsten då de kapade spanska skepp.
Många bosättare lämnade Providence Island 1635 och en del reste till Nya England där ett annat puritanskt handelskompani, Massachusetts Bay-kolonin hade bildats.
I maj 1641 anföll en spansk armada öarna och förstörde den engelska kolonin. Bytet blev 770 fångar, 380 slavar och 40 kanoner.

### Kungariket Guatemala
Kungariket Guatemala var en del av Nya Spanien och omfattade de västra länderna i Karibiska Havet. Spanien hade upptäckt arkipelagen San Andrés och Providencia redan 1510, men inte prioriterat någon bosättning. Från 1609 tillhörde arkipelagen Kungariket Guatemala, men utan någon spansk aktivitet. Endast sjörövare, kapare och buckanjärer besökte emellanåt öarna. 

#### Buckanjär och guvernör
Den mest kände var Henry Morgan född i Wales omkring 1635. 
Han ville tidigt gå till sjöss och vid 20 års ålder seglade han för den Brittiska flottans armékår i Karibiska Havets buckanjärflotta. Buckanjärer var sjörövare i Karibiska Havet som i regel hade bas i Port Royal, Jamaica eller Tortuga utanför Haiti. Deras uppgift var att attackera och kapa eller sänka spanska handels- och krigsfartyg. År 1662 blev han kapten på ett buckanjärfartyg och började använda Isla Providencia och Santa Catalina som bas för operationer riktade mot spanska fort, fartyg och transporter. Han blev med tiden en mycket framgångsrik amiral för Jamaicas flotta.  Morgan adlades och blev guvernör på Jamaica.

#### Thomas O’Neille
Thoma O'Neille, född omkring 1735 i de spanska 
Kanarieöarna av irländska föräldrar. Han var katolik och kom till Cartagena de Indias och bodde i nio år vid Karibiska Havet. År 1775 blev han kallad till generalkaptenen i Guatemala. Den katolske irländaren utsågs till guvernör över Arkipelagen Andrés y Isla Providencia med uppdraget att alla engelsmän, skottar och holländare skulle konvertera till den katolska kyrkan och svära trohet till vicekungen i Nya Granada.
Efter det Amerikanska frihetskriget förbättrades förhållandet mellan Spanien och England. Det blev tillåtet för brittiska medborgare från närliggande spanska territorier att bosätta sig i arkipelagen, men de var tvungna att skriva avtal med guvernör O’Neille.

#### Louis-Michel Aury

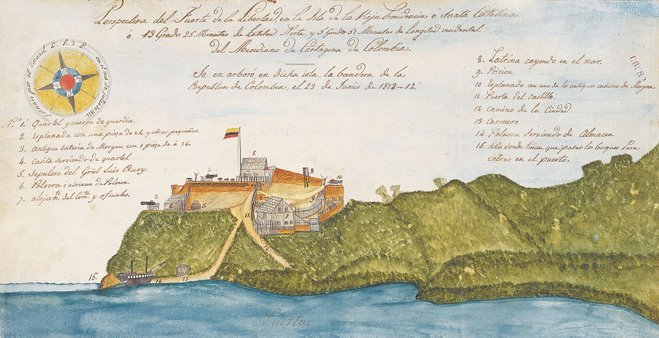
Fort Liberdade på Santa Catalina

Louis-Michel Aury, född omkring 1788 i Paris, var en sjörövare med kaparbrev från franske kungen. Han gick tidigt till sjöss i den franska marinen som försvarade kolonierna i Västindien. Från 1802 seglade han i ett kaparfartyg och  tjänade så mycket prispengar att han 1810 kunde köpa ett eget skepp.
År 1813 beslöt Aury att stödja de spanska kolonierna i Sydamerika i deras självständighetskamp. Med ett kaparbrev från Republiken Venezuela (1810-1812) seglade Aury till västra Karibiska havet och evakuerade hundratals människor från fortet San Filipe de Barajas i Cartagena och förde dem till Haiti.
1818 erövrade han Isla de Providencia med 14 fartyg och 400 man. Där upprättade Aury en ny bas för att fortsätta stödja kampen för självständighet. Han lät bygga ’’Fort Liberdade’’ (frihet) på Santa Catalina.

### Republiken Colombia
Den 7 augusti 1819 vann den venezueliske generalen Simón Bolívar en avgörande seger över den spanska kolonialarmén nära staden Boyacá 150 km från Bogotá. Bolívar tågade in i huvudstaden och utropade Republiken Colombia som förutom Nya Granada omfattade Panama, Ecuador och Venezuela. Han blev vald till president i Storcolombia och hans vision var att förena de andinska länderna i Sydamerikas förenta stater

## Demografi
Departementet San Andrés, Providencia och Santa Catalina har tillsammans en landyta på 44 km2 och en befolkning på 73000 (2007).
De flesta bor på San Andrés med den största staden North End.
Före 1960 var nästan hela befolkningen Raizal, en protestantisk, afro-karibisk grupp som talade San Andrés-Providencia kreolspråk. De erkänns av myndigheter som en afro-colombiansk etnisk grupp. År 2005 hade denna grupp minskat till 50% av en befolkning på 60000. Övriga var colombianer från fastlandet och engelsmän med brittiskt ursprung. Alla tre grupperna kan tala spanska och engelska.